# Café Society (film, 2016)
A Café Society 2016-ban bemutatott amerikai romantikus vígjáték-dráma, amelyet Woody Allen írt és rendezett. A főszerepben Jeannie Berlin, Steve Carell, Jesse Eisenberg, Blake Lively, Parker Posey, Kristen Stewart, Corey Stoll és Ken Stott látható.
Világpremierje a Cannes-i Filmfesztiválon volt 2016. május 11-én, majd az Amazon Studios és a Lionsgate 2016. július 15-én adta ki az Amerikai Egyesült Államok mozijaiban. Magyarországon november 10-én mutatták be.
A film általánosságban pozitív értékeléseket kapott a kritikusoktól, és világszerte több mint 43 millió dolláros bevételt termelt.

## Cselekmény
Bobby Dorfman (Jesse Eisenberg) Hollywoodba költözik, hogy munkát szerezzen ügynök nagybátyjától, Phil Sterntől (Steve Carell). Bobby beleszeret Phil titkárnőjébe, Vonnie-ba (Kristen Stewart), aki viszonyt folytat Phillel. Vonnie végül feleségül megy Philhez.
Bobby visszatér New Yorkba és szórakozóhelyet nyit másik testvérével, a gengszter Bennel. Bobby feleségül vesz egy Veronica nevű nőt (Blake Lively) és lányuk születik. Vonnie és Phil váratlanul megjelennek New Yorkban, rövid ideig felélesztve a szikrát Vonnie és Bobby között, de úgy döntenek, folytatják meglévő kapcsolataikat. Végül úgy tűnik, mintha mindketten megbánták volna, hogy más embereket választottak maguk mellé...
Egy mellékcselekmény magába foglalja Ben (Corey Stoll) gengszteréletét, és nővére szomszédjának meggyilkolását. Bűnösnek nyilvánítják, és villamosszék általi halálra ítélik.

## Szereplők
| Szerep                  | Színész         | Magyar hang     |
| ----------------------- | --------------- | --------------- |
| Bobby Dorfman           | Jesse Eisenberg | Kovács Lehel    |
| Veronica "Vonnie" Sybil | Kristen Stewart | Csuha Borbála   |
| Phil Stern              | Steve Carell    | Kassai Károly   |
| Veronica Hayes          | Blake Lively    | Balsai Móni     |
| Rad Taylor              | Parker Posey    | Urbán Andrea    |
| Ben Dorfman             | Corey Stoll     | Varga Rókus     |
| Rose Dorfman            | Jeannie Berlin  | Zsurzs Kati     |
| Marty Dorfman           | Ken Stott       | Várkonyi András |
| Candy                   | Anna Camp       | Gáspár Kata     |
| Steve                   | Paul Schneider  | Rosta Sándor    |
| Karen Stern             | Sheryl Lee      |                 |
| Vito                    | Tony Sirico     | Kajtár Róbert   |
| Leonard                 | Stephen Kunken  | Fazekas István  |
| Evelyn Dorfman          | Sari Lennick    | Orosz Anna      |
| Evelyn Dorfman lánya    | Laurel Griggs   |                 |
| Walt                    | Max Adler       |                 |
| Sol                     | Don Stark       |                 |
| Mike                    | Gregg Binkley   |                 |
| Narrátor (hangja)       | Woody Allen     | Papp János      |